# Omalium rivulare
Omalium rivulare är en skalbaggsart som först beskrevs av Gustaf von Paykull 1789.  Omalium rivulare ingår i släktet Omalium, och familjen kortvingar. Arten är reproducerande i Sverige.